# Alaria alata
Alaria alata ist ein parasitisch lebender Saugwurm. Endwirte sind vor allem Hundeartige, seltener auch Katzen, bei denen er im Dünndarm parasitiert. Seine Ruheform, die Metazerkarie, wird auch als Duncker-Muskelegel bezeichnet. Als Transportwirte für diese Larve dienen viele landlebende Wirbeltiere einschließlich des Menschen, wobei auch eine Übertragung zwischen Transportwirten erfolgen kann (paratenischer Wirtswechsel). Der Befall mit dem Duncker-Muskelegel ist damit als Zoonose einzustufen. Die Metazerkarien besiedeln das Muskelgewebe und angrenzende Fett- und Bindegewebe des Zwischenwirts.

## Morphologie
Adulte Alariae alatae sind etwa 3–6 mm lang und 1–2 mm breit. Der Körper ist deutlich in zwei Abschnitte gegliedert. Das Vorderende ist blattartig verbreitert (Name: alata „die geflügelte“) und trägt drüsenhaltige ohrenförmige Anhänge. Der hintere Körperabschnitt ist deutlich abgesetzt und zylindrisch. Die Saugnäpfe sind relativ klein, wobei der Bauchsaugnapf kleiner als der Mundsaugnapf ist.
Die gelappten Hoden der männlichen Individuen liegen hintereinander im hinteren Körperabschnitt. Vor ihnen liegt der Keimstock, der sich im Übergangsbereich beider Körperabschnitte befindet. Der paarige Dotterstock der weiblichen Egel liegt im vorderen Körperbereich.
Die Metazerkarien (Duncker-Muskelegel) sind  rundliche, dünnwandige, nahezu durchsichtige Bläschen (Zysten) von 0,4–0,7 mm Länge und 0,2 mm Breite mit einer feinen rasterförmigen Zeichnung. In ihnen kann man mit einer Lupe die weißliche Larve erkennen.

## Entwicklungszyklus
Die Adulten parasitieren im Dünndarm von Hundeartigen (vor allem Rotfuchs, Marderhund und Wolf) und Luchsen, selten auch bei Haushunden und Hauskatzen. Im Dünndarm erfolgt die Eiablage. Die Eier sind 100–125 × 60–80 µm groß, glattschalig und grünlich-grau. Sie besitzen einen Deckel (Operculum) und bestehen aus einer Eizelle und Dotterzellen, welche das Innere vollständig ausfüllen. Sie ähneln den Eiern des Großen Leberegels, die aber etwas größer sind. Darüber hinaus besteht eine Verwechslungsmöglichkeit mit Eiern des Fischbandwurms, die zwar ähnlich aussehen, aber nur etwa halb so groß sind.
Die Eier werden über den Kot des Endwirts ausgeschieden. In ihnen entwickelt sich die Wimpernlarve (Mirazidium), welche im Wasser schlüpft und befällt den ersten Zwischenwirt – Tellerschnecken, vor allem der Gattung Planorbis. In den Schnecken erfolgt die ungeschlechtliche Vermehrung über mehrere Generationen von Sporozysten, die sich schließlich zur Gabelschwanzlarve (Zerkarie) entwickeln.
Die Zerkarien (Fukozerkarien) schlüpfen aus den Schnecken und bewegen sich schwimmend im Wasser. Von hier gelangen sie in den zweiten Zwischenwirt, Kaulquappen und Frösche. In diesen erfolgt die Entwicklung zur Mesozerkarie.
Die Mesozerkarien werden mit dem Frosch von Hunden aufgenommen. Sie vollziehen eine Körperpassage vom Darm über die Bauchhöhle und Zwerchfell in die Lunge, wo sich die Metazerkarien bilden. Diese gelangten über die Luftröhre in die Maulhöhle, werden abgeschluckt und gelangen so erneut in den Dünndarm, wo sie sich zu den adulten Saugwürmern entwickeln.
Neben Hunden kann die Metazerkarie auch Transportwirte befallen, die Frösche verzehren. Dies können alle fleisch- und allesfressenden Landwirbeltiere (Amphibien, Reptilien, Vögel und Säugetiere einschließlich des Menschen) sein. Auch eine Verbreitung der Metazerkarien zwischen Transportwirten ist möglich. In den Transportwirten befällt der Duncker-Muskelegel die Skelettmuskulatur und vor allem das angrenzende Fettgewebe und intermuskuläre Bindegewebe. Hier findet keine weitere Entwicklung statt („Ruheform“), befallenes Gewebe kann aber als Infektionsquelle für Hunde dienen, womit sich der Entwicklungszyklus wieder schließt.

## Gesundheitliche Bedeutung
Der Befall des Endwirtes ruft bei diesem normalerweise keine klinische Erkrankung hervor und gilt als harmlos. Es kann aber Durchfall auftreten. Eine Behandlung ist mit Praziquantel möglich.
Gesundheitspolitische Bedeutung hat der Befall mit der Metazerkarie (Duncker-Muskelegel) bei Transportwirten. Während der Befall bei Haustieren (vor allem Hausschweinen) durch die Intensivierung der Landwirtschaft keine Rolle mehr spielt, ist dies bei Wildschweinen nur wenig untersucht. Das Vorkommen bei Wildschweinen in Mitteleuropa ist zwar bekannt, aber bei der Fleischuntersuchung wird der Duncker-Muskelegel in der Regel nicht gezielt gesucht. Hierzu müsste speziell das muskelnahe Binde- und Fettgewebe untersucht werden, nicht wie bei der vorgeschriebenen Trichinenschau das Muskelgewebe.
Metazerkarien bleiben in Schweinefleisch über lange Zeit infektiös und stellen somit eine potentielle Gefährdung für den Transportwirt Mensch dar. Selbst bei −20 Grad Celsius bleiben Duncker-Muskelegel bis zu 8 Wochen infektiös. Pökeln tötet die Metazerkarien nach 10 Tagen ab.